# Hermano
El hermano o la hermana de una persona es otra que tiene, al menos, un mismo progenitor. Este término se utiliza generalmente para referirse a dos o más personas genéticamente emparentadas, aunque no necesariamente este tiene que ser el caso, puesto que puede haber uno o más hermanos que hayan sido adoptados por sus padres (hermanastros).
En la mayoría de las sociedades del mundo los hermanos usualmente crecen juntos y pasan juntos gran parte de la niñez y juventud, por lo que pueden tener conflictos. La cercanía y el trato que los hermanos tengan entre sí estarán marcados por el desarrollo de fuertes asociaciones emocionales tales como amor y enemistad. El lazo entre hermanos es a menudo muy complicado y a veces está influido por factores tales como el trato de los padres, el orden de nacimiento, la gente y las experiencias vividas fuera de la familia.[cita requerida]
Si bien algunas circunstancias pueden hacer que los hermanos crezcan por separado (como el cuidado de crianza), en la mayoría de las sociedades los hermanos crecen juntos. Esto provoca el desarrollo de fuertes vínculos emocionales, considerándose la fraternidad un tipo único de relación en sí misma.
El término se usa también para denominar a los miembros de una comunidad religiosa (por ejemplo, muchas de las órdenes católicas), una confraternidad (por ejemplo, la francmasonería) o una cofradía.

## Origen del término
La palabra española «hermano» (como el catalán germà y el portugués irmão) se originan en la palabra latina "germanus". Como «germen», viene de geno o gigno, que significa ‘carnal’ (en el sentido de pariente consanguíneo); también significa ‘verdadero’ y ‘exacto’.
Frater germanus = ‘hermano carnal’.
Soror germana =  ‘hermana carnal’.[cita requerida]

## Tipos de hermanos

### Hermanos enteros
Los hermanos enteros, hermanos carnales o hermanos plenos, son hermanos que comparten ambos padres (biológicos o adoptivos).

### Medios hermanos
Son los hermanos que comparten solo uno de los dos progenitores (ya sea biológica o adoptivamente). Se habla de medios hermanos o medias hermanas, cuando no se desea especificar si el vínculo es paterno o materno. A su vez, pueden ser:
- hermanos de madre o hermanos uterinos,[3] los hijos de una misma madre que tienen diferente padre;
- hermanos de padre, hermanos consanguíneos[4] o hermanos agnados,[5] los hijos de un mismo padre que tienen diferente madre.

### Hermanastros
Un hermanastro, según el Diccionario de la Lengua Española es, en primera acepción, el «hijo del padrastro o de la madrastra de una persona». En una segunda acepción, incluye a los medios hermanos, que comparten uno de los padres. Sin embargo, esta segunda acepción es rechazada por algunos genealogistas. Se basan para ello en que el parentesco entre dos personas se debe designar por el término que exprese la relación más próxima que exista entre ellas, y por tanto, los términos que denotan parentesco más lejano (como es el caso de «hermanastro» respecto a «hermano» y «medio hermano») se aplican restrictivamente. Así, Jaime de Salazar y Acha previene del «error, que tanto se advierte actualmente, de denominar como hermanastros a los que en realidad son medios hermanos; es decir, a aquellos hermanos que solo tienen en común a uno de los progenitores. Los hermanastros son, sin embargo, los hijos de uno de los cónyuges respecto a los hijos del otro, es decir: que no tienen ningún parentesco de consanguinidad, sino de afinidad.

### Hermanos de leche
Un hermano de leche o collazo es el «hijo de una nodriza respecto del ajeno que ésta crio, y viceversa». Análogamente a lo dicho sobre los hermanastros, solo se habla de parentesco de leche o nutricio cuando no existe el de consanguinidad. No tiene incidencia a efectos jurídicos, pero tradicionalmente tenía una consideración social semejante a la del parentesco de afinidad. La ley islámica (sharia) precisa en qué condiciones la lactancia no materna constituye parentesco nutricio (rada'a) y asimila este a la consanguinidad, prohibiendo el matrimonio entre los hermanos de leche o mahram.

### Hermanos espirituales
Los hermanos espirituales o hermanos de ahijamiento son los hijos del padrino o de la madrina o los ahijados del padre o de la madre. Es el equivalente al término inglés Godbrother. No aparece en el diccionario español y no tiene incidencia a efectos jurídicos, pero tiene una gran consideración social.

## Consanguinidad y genética
La consanguinidad es la medida de cuán estrechamente están emparentadas las personas. El parentesco genético mide cuántos genes comparte una persona. Como todos los seres humanos comparten más del 99% de los mismos genes, la consanguinidad sólo importa para la pequeña fracción de genes que varían entre diferentes personas. La herencia de genes tiene un elemento aleatorio, y estos dos conceptos son diferentes. La consanguinidad disminuye a la mitad por cada generación de separación reproductiva a través de su ancestro común más reciente. Los hermanos están emparentados en un 50 % por consanguinidad, ya que están separados entre sí por dos generaciones (de hermano a padre a hermano) y comparten dos padres como ancestros comunes ({\displaystyle \left({\tfrac {1}{2}}\right)^{2}+\left({\tfrac {1}{2}}\right)^{2}}).
Un gemelo es un hermano y por lo tanto está relacionado por un 50% de consanguinidad. Los gemelos fraternos no son más similares genéticamente que los hermanos normales. Como los gemelos idénticos provienen del mismo cigoto, su ancestro común más reciente es el otro. Son genéticamente idénticos y 100% consanguíneos ya que están separados por cero generaciones ({\displaystyle \left({\tfrac {1}{2}}\right)^{0}}). Los científicos han realizado estudios con gemelos para examinar el papel que desempeñan la genética y el medio ambiente en el desarrollo de diversos rasgos. Dichos estudios examinan la frecuencia con la que los gemelos idénticos poseen el mismo rasgo de comportamiento y lo comparan con la frecuencia con la que los gemelos fraternos poseen el mismo rasgo.[cita requerida] En otros estudios, los gemelos se crían en familias separadas y los estudios comparan la transmisión de un rasgo de comportamiento por el entorno familiar y la posesión de un rasgo común entre gemelos idénticos. Este tipo de estudio ha revelado que, en el caso de los rasgos de personalidad que se sabe que son hereditarios, la genética desempeña un papel importante a lo largo de la vida y un papel aún mayor durante los primeros años.
Los medios hermanos están relacionados en un 25 % por consanguinidad, ya que comparten un padre y están separados entre sí por dos generaciones ({\displaystyle \left({\tfrac {1}{2}}\right)^{2}}).
Una persona puede compartir más consanguinidad que la estándar con su hermano si sus padres están relacionados (el coeficiente de endogamia es mayor que cero).[cita requerida] Curiosamente, los medios hermanos pueden estar relacionados como "tres cuartos de hermanos" (relacionados de 3/ 8) si sus padres no compartidos tienen una consanguinidad del 50%. Esto significa que los padres no compartidos son hermanos, lo que convierte a los medio hermanos en primos, o padre e hijo, lo que los convierte en medio tío y sobrina-sobrino.

### Distribución porcentual
En la práctica, los hermanos completos no comparten exactamente el 50% de su ADN, ya que el cruce cromosómico sólo ocurre un número limitado de veces y, por lo tanto, grandes porciones de un cromosoma se comparten o no al mismo tiempo. De hecho, la fracción media de ADN compartido es del 50,28 % con una desviación estándar del 3,68 %, lo que significa que aproximadamente 1/4 de las parejas de hermanos comparten más del 52,76 % de su ADN, mientras que 1/4 comparte menos del 47,8 %.
Existe una posibilidad muy pequeña de que dos medios hermanos no compartan ningún gen si no heredaron ninguno de los mismos cromosomas de su padre compartido. Esto también es posible para hermanos completos, aunque es aún más improbable. Pero debido a la forma en que los cromosomas homólogos intercambian genes (debido al cruce cromosómico durante la meiosis) durante el desarrollo de un óvulo o espermatozoide, las probabilidades de que esto ocurra alguna vez son prácticamente inexistentes.

## Roles de género entre hijos y padres
Siempre ha habido algunas diferencias entre los hermanos, especialmente entre los de distinto sexo. A menudo, los hermanos de distinto sexo pueden considerar que las cosas son injustas porque a su hermano o hermana se le permite hacer ciertas cosas debido a su género, mientras que a ellos les toca hacer algo menos divertido o simplemente diferente. McHale y su colega realizaron un estudio longitudinal con niños de mediana edad y observaron el modo en que los padres contribuían a las actitudes estereotipadas de sus hijos. En su estudio, los experimentadores analizaron dos tipos diferentes de familias, una con hermanos del mismo sexo y otra con hermanos de distinto sexo, así como el orden de nacimiento de los niños. El experimento se realizó mediante entrevistas telefónicas, en las que los experimentadores preguntaban a los niños sobre las actividades que realizaban a lo largo del día fuera de la escuela. Los experimentadores descubrieron que en los hogares en los que había niños de ambos sexos y el padre tenía valores tradicionales, los niños también tenían valores tradicionales y, por lo tanto, también desempeñaban papeles basados en el género en el hogar. En cambio, en los hogares en los que el padre no tenía valores tradicionales, las tareas domésticas se dividían de forma más equitativa entre sus hijos. Sin embargo, si los padres tenían dos hijos varones, el más joven tendía a ayudar más en las tareas domésticas, pero al llegar a la adolescencia el más joven dejaba de ser tan útil en la casa. Sin embargo, la educación puede ser un factor de confusión que afecta tanto a la actitud del padre como al comportamiento de los hermanos, y las actitudes de la madre no tuvieron un impacto notable.

## Orden de nacimiento

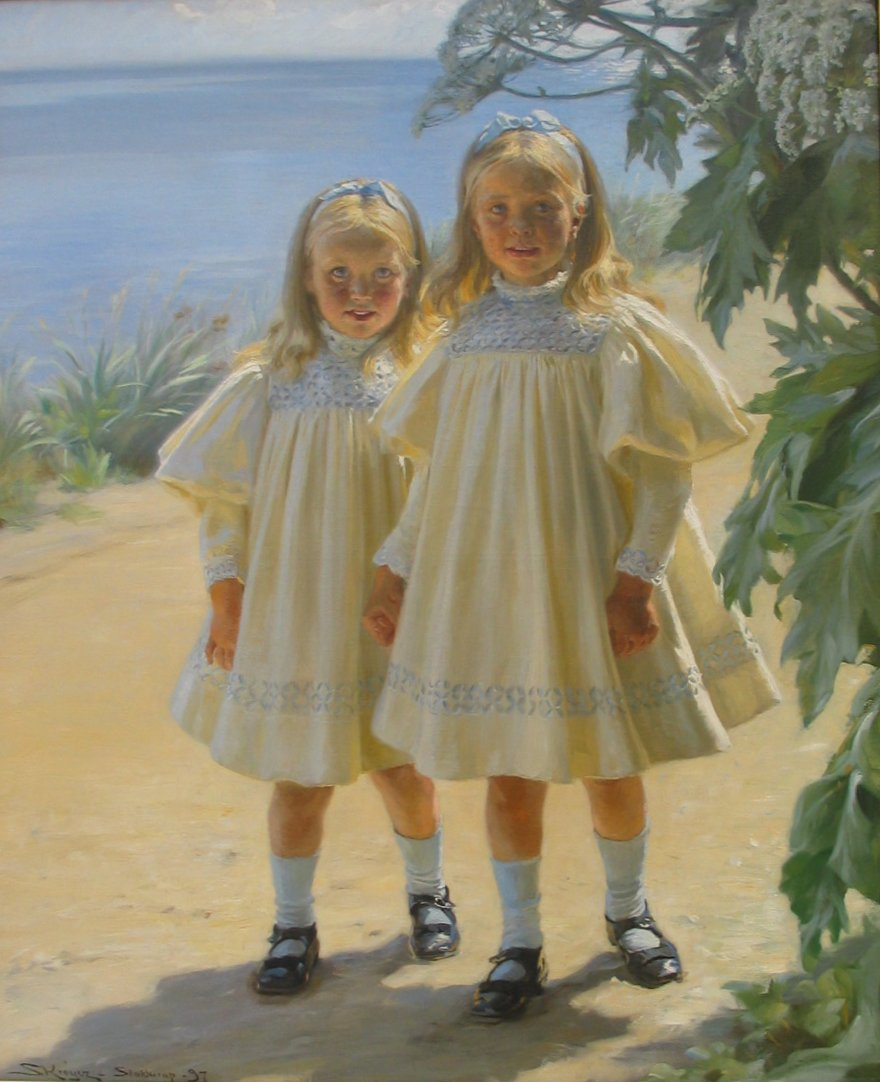
Pintura con el título Las hijas Benzon de Peder Severin Krøyer.

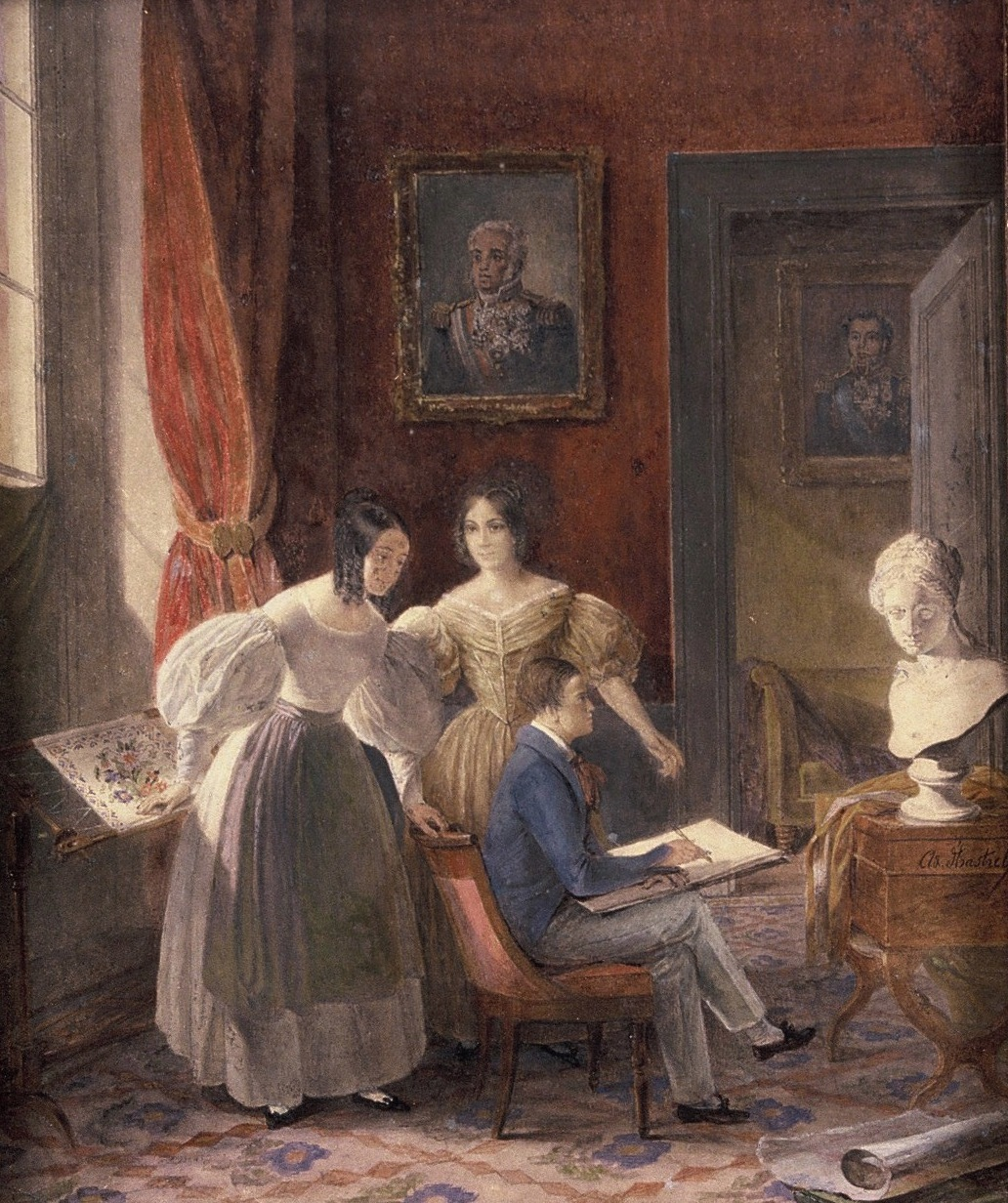
El emperador Pedro II de Brasil con sus hermanas las princesas Francisca y Januária, 1839.

El orden de nacimiento es el rango de edad de una persona entre sus hermanos. Por lo general, los investigadores clasifican a los hermanos como "mayores", "hijos del medio" y "menores" o simplemente distinguen entre niños "primogénitos" y "posteriores".
En la psicología pop y la cultura popular se cree comúnmente que el orden de nacimiento tiene un efecto profundo y duradero en el desarrollo psicológico y la personalidad. Por ejemplo, los primogénitos son vistos como conservadores y de alto rendimiento, los hijos del medio como mediadores naturales y los más pequeños como encantadores y extrovertidos. A pesar de su presencia duradera en el dominio público, los estudios no han logrado producir de manera consistente hallazgos claros, válidos y convincentes. Por lo tanto, se ha ganado el título de pseudopsicología entre la comunidad psicológica científica.

### Historia
La teorización y el estudio del orden de nacimiento se remontan a la teoría del orden de nacimiento y la eminencia de Francis Galton (1822-1911) y a la teoría del orden de nacimiento y las características de personalidad de Alfred Adler (1870-1937).

#### Francis Galton
En su libro English Men of Science: Their Nature and Nurture (1874), Galton señaló que los compositores y científicos destacados están sobrerrepresentados como primogénitos. Teorizó tres razones principales de por qué los primogénitos son generalmente más eminentes:
- Leyes de primogenitura: los primogénitos tienen acceso a los recursos económicos de sus padres para continuar su educación.[18]
- Los primogénitos reciben más responsabilidades que sus hermanos menores y sus padres los tratan más como compañeros.[18]
- Los primogénitos reciben más atención y alimento en familias con recursos económicos limitados.[18]

#### Alfred Adler
- Primogénitos: Cumpliendo roles familiares de liderazgo y autoridad, obedientes al protocolo y jerarquía. Buscan y prefieren el orden, la estructura y el cumplimiento de normas y reglas. Participan en un comportamiento de lucha por alcanzar metas ya que sus vidas se centran en logros y temas de realización. Temen perder su posición en la cima de la jerarquía.[19]
- Hijos del medio: se sienten marginados de las familias porque carecen de la primacía del primer hijo y de la "atención reciente" del más joven. Estos niños a menudo hacen todo lo posible para desidentificarse de sus hermanos, en un intento de crear una identidad diferente e individualizada, ya que se sienten "expulsados" de sus familias.[19]
- Niños más pequeños: se sienten en desventaja en comparación con sus hermanos mayores, a menudo se les percibe como menos capaces o menos experimentados y, por lo tanto, se les mima y mima. Debido a esto, son hábiles para persuadir o encantar a otros para que hagan cosas por ellos o les proporcionen. Esto contribuye a la imagen de ellos como populares y extrovertidos, ya que adoptan comportamientos de búsqueda de atención para satisfacer sus necesidades.[20]

#### Hallazgos contemporáneos
Hoy en día, los defectos e inconsistencias en la investigación sobre el orden de nacimiento eliminan su validez. Es muy difícil controlar únicamente los factores relacionados con el orden de nacimiento y, por lo tanto, la mayoría de los estudios producen resultados ambiguos. Incrustado en las teorías sobre el orden de nacimiento hay un debate sobre naturaleza versus crianza. Se ha desmentido que exista algo innato en la posición en la que se nace y que, por tanto, crea un rol preestablecido. La influencia del orden de nacimiento no tiene base genética.
Sin embargo, la interacción social que se produce como resultado del orden de nacimiento es la más notable. Los hermanos mayores a menudo se convierten en modelos de comportamiento y los hermanos menores se convierten en aprendices y supervisados. Los hermanos mayores tienen una ventaja de desarrollo tanto cognitiva como socialmente. El papel del orden de nacimiento también depende en gran medida y varía mucho del contexto familiar. El tamaño de la familia, la identificación de los hermanos, la diferencia de edad, el modelo, las técnicas de crianza, el género, la clase, la raza y el temperamento son variables de confusión que pueden influir en el comportamiento y, por tanto, en el comportamiento percibido de categorías de nacimiento específicas. Sin embargo, la investigación sobre el orden de nacimiento tiene correlaciones más fuertes en áreas como la inteligencia y las características físicas, pero probablemente sean causadas por otros factores además de la posición real de nacimiento. Algunas investigaciones han encontrado que los primogénitos tienen en promedio un coeficiente intelectual ligeramente más alto que los niños nacidos más tarde. Sin embargo, otras investigaciones no encuentran tal efecto. Se ha descubierto que los primogénitos obtienen tres puntos más que los segundos y que los niños nacidos antes en una familia son, en promedio, más altos y pesan más que los nacidos después. Sin embargo, es imposible generalizar las características del orden de nacimiento y aplicarlas universalmente a todos los individuos de ese subgrupo.

##### Explicaciones contemporáneas de los hallazgos del coeficiente intelectual

###### Modelo de dilución de recursos
(Blake, 1981) proporciona tres posibles razones para la puntuación más alta de los hermanos mayores en las pruebas de coeficiente intelectual:
1. Los recursos de los padres son finitos, los primogénitos tienen acceso pleno y primario a estos recursos.[18]
2. A medida que aumenta el número de hijos en una familia, más recursos deben compartirse.[18]
3. Estos recursos de los padres tienen un impacto importante en el éxito educativo de un niño.[18]

###### Modelo de confluencia
El psicólogo social americano Robert Zajonc (1923/2008) propuso que el entorno intelectual dentro de una familia cambia constantemente debido a tres factores y, por lo tanto, es más permisivo con el avance intelectual de los primogénitos:
1. Los primogénitos no necesitan compartir la atención de sus padres y tienen la completa dedicación de sus padres. Más hermanos en la familia limitan la atención dedicada a cada uno de ellos.[18]
2. Los primogénitos están expuestos a un lenguaje más adulto. Los nacidos más tarde están expuestos al lenguaje menos maduro de sus hermanos mayores.[18]
3. Los primogénitos y los hermanos mayores deben responder preguntas y explicar cosas a los hermanos menores, actuando como tutores. Esto mejora su procesamiento cognitivo de la información y sus habilidades lingüísticas.[18]

En 1996, el interés en la ciencia detrás del orden de nacimiento se reavivó cuando se publicó el libro Born To Rebel del piscólogo americano Frank Sulloway (1947-). En este libro, Sulloway sostiene que los primogénitos son más concienzudos, más dominantes socialmente, menos agradables y menos abiertos a nuevas ideas en comparación con los nacidos después. Si bien es aparentemente empírico y académico, como se citan muchos estudios a lo largo del libro, todavía se lo critica a menudo como una descripción sesgada e incompleta del panorama completo de los hermanos y el orden de nacimiento. Debido a que es una novela, la investigación y las teorías propuestas en ella no fueron criticadas ni revisadas por otros académicos antes de su publicación Las revisiones de la literatura que examinaron muchos estudios e intentaron controlar las variables de confusión tienden a encontrar efectos mínimos del orden de nacimiento sobre la personalidad. En su revisión de la literatura científica, Judith Rich Harris sugiere que los efectos del orden de nacimiento pueden existir dentro del contexto de la familia de origen, pero que no son aspectos duraderos de la personalidad.
En la práctica, la investigación sistemática del orden de nacimiento es un desafío porque es difícil controlar todas las variables estadísticamente relacionadas con el orden de nacimiento. Por ejemplo, las familias numerosas generalmente tienen un nivel socioeconómico más bajo que las familias pequeñas, por lo que los terceros hijos tienen más probabilidades que los primogénitos de provenir de familias más pobres. El espaciamiento de los hijos, el estilo de crianza y el género son variables adicionales a considerar.

## Efecto Westermarck
El antropólogo finlandés Edvard Westermarck (1862-1939) descubrió que los niños que se crían juntos como hermanos son insensibles a la atracción sexual entre ellos más adelante. Esto se conoce como el efecto Westermarck. Puede observarse en familias biológicas y adoptivas, pero también en otras situaciones en las que los niños se crían en estrecho contacto, como el sistema de kibbutz israelí y el matrimonio chino shim-pua.